# Drosophila longissima
Drosophila longissima är en tvåvingeart som beskrevs av Toyohi Okada och Carson 1983. Drosophila longissima ingår i släktet Drosophila och familjen daggflugor.
Artens utbredningsområde är Nya Guinea.